# Åsiktskorridoren (poddradioprogram)
Åsiktskorridoren är ett svenskt poddpradioprogram som produceras av Aftonbladet och som distribueras av Acast. Programmet hade premiär den 28 februari 2014. Åsiktskorridoren utkommer veckovis och behandlar genom analys och diskussion olika aktuella politiska frågor.
Medverkande i programmet är bland andra ledarskribenter vid Aftonbladets ledarsida och andra inbjudna gästar. Återkommande medverkande är bland andra Jonna Sima, Anders Lindberg och Ulrika Schenström, samt Ingvar Persson och Anna Andersson.
Åsiktskorridoren har av webbplatsen Makthavare.se utsetts till ett av Sveriges bästa politiska poddradioprogram. Det hundrade avsnittet av Åsiktskorridoren sändes den 16 juni 2017 och det tvåhundrade avsnittet sändes den 25 maj 2020.